# Wskaźnik kosztu finansowania
Wskaźnik kosztu finansowania (WKF) – referencyjny wskaźnik stopy procentowej do stosowania przez banki, instytucje finansowe, jednostki samorządu terytorialnego i przedsiębiorstwa. Jest to miara krańcowego kosztu pozyskania finansowania obliczona na bazie transakcji banków. Wskaźnik ten może być stosowany w umowach kredytowych lub służyć jako wskaźnik alternatywny w rozumieniu art. 28.2 Rozporządzenia Parlamentu Europejskiego i Rady (UE) 2016/1011.
Wskaźnik WKF jest przygotowywany w ramach projektu prowadzonego przez Instytut Rynku Finansowego (IRF), który decyzją KNF z dnia 3 listopada 2020 r. otrzymał zezwolenie na prowadzenie działalności jako administrator wskaźników referencyjnych stóp procentowych.